# Podagrionella petiolata
Podagrionella petiolata is een vliesvleugelig insect uit de familie Torymidae. De wetenschappelijke naam is voor het eerst geldig gepubliceerd in 1964 door Erdös.